# Сегрегація (суспільство)
Сегрега́ція (лат. segregatio — відділення) — різновид дискримінації, який полягає у фактичному чи юридичному відокремленні в межах одного суспільства тих суспільних груп, які вирізняються за расовими, гендерними, соціальними, релігійними, мовними чи іншими ознаками, та в подальшому законодавчому обмеженні їхніх прав.
Така політика була виражена у США в післявоєнний період щодо афроамериканців (шляхом вчинення різних соціальних перепон: роздільного навчання і виховання, розмежування посадкових зон (білі сидять попереду) в громадському транспорті і т.д.), або в режимі апартеїду в ПАР.